# ایزوور (بوسیلگراد)
ایزوور (به صربی: Izvor) یک منطقهٔ مسکونی در صربستان است که در بوسیلگراد واقع شده‌است. ایزوور ۱۱۵ نفر جمعیت دارد.